# Narajów
Narajów (ukr. Нараїв) – wieś (dawniej miasteczko) na Ukrainie w obwodzie tarnopolskim w rejonie tarnopolskim (do 2020 brzeżańskim). Liczy ok. 1200 mieszkańców.

## Historia
Przez pewien czas podczas zaboru austriackiego jako miasteczko Narajów wchodził w skład obwodu, czyli cyrkułu brzeżańskiego. Pod koniec XIX w. grupa domów nosiła nazwę Skomorochy. 
Za II Rzeczypospolitej Narajów był siedzibą gminy wiejskiej Narajów Miasto w powiecie brzeżańskim w województwie tarnopolskim. W 1921 roku liczył 2989 mieszkańców. 
18 września 1939 r. 100-osobowa bojówka Organizacji Ukraińskich Nacjonalistów zaatakowała siedzibę Policji Państwowej w Narajowie. Atak został odparty. W tym samym czasie nacjonaliści ukraińscy napadali na żołnierzy Wojska Polskiego, powracających do swoich domów, mordując wielu z nich. W 1942 r. Niemcy utworzyli w mieście getto żydowskie. Część jego mieszkańców wymordowała Ukraińska Policja Pomocnicza, część wywieziono do getta w Brzeżanach lub obozów zagłady. W latach 1941–1945 członkowie OUN-UPA zamordowali 36 Polaków w Narajowie Mieście i 15 w Narajowie Wsi.
Do 2020 w rejonie brzeżańskim.

## Urodzeni w Narajowie
- Lucjan Jasiński (1893–1940), pułkownik artylerii Wojska Polskiego, zamordowany w Katyniu
- Bronisław Kawałkowski (1888–1940), kapitan intendent Wojska Polskiego, zamordowany w Katyniu